# Aalborg Kommune
Aalborg Kommune ist eine dänische Kommune in der Region Nordjylland.

## Geographie
Aalborg Kommune besitzt eine Gesamtbevölkerung von 224.612 Einwohnern (Stand 1. Januar 2025) und erstreckt sich über eine Fläche von 1.137,30 km². Die Verwaltung hat ihren Sitz in der Stadt Aalborg. Die Kommune liegt nördlich und südlich des Limfjords, dessen östlich gelegener, flussartig in die Ostsee mündende Teil wird auch Langerak genannt.

## Geschichte

Logo der Gemeinde

Sie entstand am 1. Januar 2007 im Zuge der Kommunalreform durch Vereinigung der „alten“ Aalborg Kommune mit den bisherigen Kommunen Hals, Nibe und Sejlflod im Nordjyllands Amt: Sie ist die drittgrößte Kommune Dänemarks nach Kopenhagen und Aarhus und hat durch einige Eingemeindungen mit über 190.000 Einwohnern die bisher drittgrößte Odense Kommune überholt.´

## Politik

### Kommunalrat
In Dänemark wird für die gesamte Kommune, also für alle Bewohner und somit alle in der Kommune liegenden Städte, Orte, Dörfer und Landgebiete, ein gemeinsamer Bürgermeister und ein repräsentatives Gremium, der Kommunalrat (dän. Kommunalbestyrelse, auch Byråd), gewählt.
- Ø: 3
- F: 2
- A: 12
- B: 2
- I: 1
- V: 4
- C: 5
- O: 0
- Æ: 2

Stand: Juni 2025, Quelle:
- Ø: 8
- F: 10
- A: 68
- B: 8
- I: 2
- V: 38
- C: 12
- O: 7
- Æ: 2
- D: 0

- A: 68
- V: 38
- C: 12
- F: 10
- Ø: 8
- B: 8
- O: 7
- I: 2
- Æ: 2
- D: 0

## Die Kommune in Zahlen
Die Aalborg Kommune erstreckt sich über eine Fläche von 1.143,99 km².
Einwohnerzahl (jeweils 1. Januar):
| - 2007 – 194.149 - 2008 – 195.145 - 2009 – 196.292 - 2010 – 197.426 - 2025 – 224.612 |

## Kirchspielsgemeinden und Ortschaften in der Kommune
Auf dem Gemeindegebiet liegen die folgenden Kirchspielsgemeinden (dän.: Sogn) und Ortschaften mit über 200 Einwohnern  (byområder (dt.: „Stadtgebiete“) nach Definition der Statistikbehörde); Einwohnerzahl am 1. Januar 2025, bei einer eingetragenen Einwohnerzahl von Null hatte der Ort in der Vergangenheit mehr als 200 Einwohner:
| Sogn                     | Einwohner              | Ortschaft            | Einwohner             |
| ------------------------ | ---------------------- | -------------------- | --------------------- |
| Ajstrup Sogn             | 2.036                  | Tylstrup             | 1.220                 |
| Ansgars Sogn             | 8.341                  |                      |                       |
| Bislev Sogn              | 597                    | Bislev               | 202                   |
| Budolfi Sogn             | 7.354                  |                      |                       |
| Dall Sogn                | 1.274                  | Dall Villaby         | 1.108                 |
| Ejdrup Sogn              | 242                    |                      |                       |
| Ellidshøj Sogn           | 732                    | Ellidshøj            | 493                   |
| Farstrup Sogn            | 985                    | Farstrup Kølby       | 447 < 200             |
| Ferslev Sogn             | 917                    | Ferslev              | 665                   |
| Frejlev Sogn             | 3.651                  | Frejlev              | 3.237                 |
| Gistrup Sogn             | 3.942                  | Gistrup              | 3.686                 |
| Godthåb Sogn             | 2.386                  | Godthåb              | 1. Januar 2006: 1.664 |
| Gudum Sogn               | 1. Oktober 2016: 0.371 |                      |                       |
| Gudumholm Sogn           | 1.082                  | Gudumholm            | 729                   |
| Gunderup Sogn            | 1.541                  | Fjellerad Vaarst     | 392 354               |
| Gåser Sogn               | 1. Oktober 2016: 0.416 |                      |                       |
| Hals Sogn                | 3.365                  | Hals                 | 2.437                 |
| Hammer Sogn              | 1.147                  | Grindsted Uggerhalne | 693 286               |
| Hans Egedes Sogn         | 11.557                 |                      |                       |
| Hasseris Sogn            | 11.952                 |                      |                       |
| Horsens Sogn             | 1.313                  |                      |                       |
| Hou Sogn                 | 1.076                  | Hou                  | 611                   |
| Hvorup Sogn              | 5.592                  |                      |                       |
| Klarup Sogn              | 1. Oktober 2014: 2.636 |                      |                       |
| Komdrup Sogn             | 111                    |                      |                       |
| Langholt                 | 1.069                  |                      |                       |
| Lillevorde Sogn          | 348                    |                      |                       |
| Lindholm Sogn            | 10.282                 |                      |                       |
| Lundby Sogn              | 186                    |                      |                       |
| Margrethe Sogn           | 3.516                  |                      |                       |
| Mou Sogn                 | 2.422                  | Egense Mou           | < 200 1.023           |
| Nibe Sogn                | 4.202                  | Nibe                 | 5.616                 |
| Nørholm Sogn             | 924                    | Nørholm              | 257                   |
| Nørre Kongerslev Sogn    | 432                    | Nørre Kongerslev     | 252                   |
| Nørre Tranders Sogn      | 13.150                 |                      |                       |
| Nørresundby Sogn         | 8.819                  | Nørresundby          | 24.436                |
| Nøvling Sogn             | 2.313                  | Nøvling              | 380                   |
| Romdrup Sogn             | 1. Oktober 2014: 2.152 |                      |                       |
| Romdrup-Klarup Sogn      | 5.775                  | Klarup               | 5.603                 |
| Rørdal Sogn              | 296                    |                      |                       |
| Sankt Markus Sogn        | 11.058                 |                      |                       |
| Sebber Sogn              | 761                    | Sebbersund Valsted   | 348\| 230             |
| Sejlflod Sogn            | 876                    |                      |                       |
| Skalborg Sogn            | 8.696                  |                      |                       |
| Store Ajstrup Sogn       | 166                    |                      |                       |
| Storvorde Sogn           | 3.007                  | Storvorde            | 3.465                 |
| Sulsted Sogn             | 4.984                  | Sulsted Vestbjerg    | 1.504 3.039           |
| Svenstrup Sogn           | 5.952                  | Svenstrup            | 8.001                 |
| Sønder Kongerslev Sogn   | 1.376                  | Kongerslev           | 1.288                 |
| Sønder Tranders Sogn     | 13.911                 |                      |                       |
| Sønderholm Sogn          | 1.772                  | Sønderholm           | 879                   |
| Ulsted Sogn              | 1.404                  | Ulsted               | 992                   |
| Vadum Sogn               | 3.109                  | Vadum                | 2.530                 |
| Vejgaard Sogn            | 12.527                 |                      |                       |
| Vester Hassing Sogn      | 3.342                  | Stae Vester Hassing  | 371 2.602             |
| Vesterkær Sogn           | 3.685                  |                      |                       |
| Vodskov Sogn             | 5.058                  | Vodskov              | 4.810                 |
| Vokslev Sogn             | 1.948                  |                      |                       |
| Volsted Sogn             | 208                    |                      |                       |
| Vor Frelsers Sogn        | 6.899                  |                      |                       |
| Vor Frue Sogn            | 7.090                  |                      |                       |
| Øster Hassing Sogn       | 1. Oktober 2016: 2.114 |                      |                       |
| Øster Hassing-Gåser Sogn | 2.492                  | Gandrup              | 1.559                 |
|                          |                        | Aalborg              | 121.878               |

1. 1 2 3  
Die Ortschaft Kølby hatte im Jahr 2010 erstmals weniger als 200 Einwohner, bei Egense war das erstmals 2020 der Fall, bei Bislev 2021.
2. 1 2  
Die Ortschaft Godthåb, ist zum 1. Januar 2007 mit Svenstrup im Sinne der Statistik „zusammengewachsen“.
3. 1 2  
Am 1. Oktober 2010 wurde aus dem Gudumholm Kirkedistrikt im Gudum Sogn ein eigenständiges Gudumholm Sogn, in dem am 1. Januar 2014 das Gudum Sogn wieder aufging. Letztendlich wurde also Gudum Sogn aufgeteilt und vier Jahre später unter dem Namen „Gudumholm Sogn“ wieder vereinigt.
4. 1 2 3  
Am 27. November 2016 wurden Gåser Sogn und Øster Hassing Sogn zum Øster Hassing-Gåser Sogn vereinigt.
5. 1 2 3  
Am 1. Januar 2015 wurden Klarup Sogn und Romdrup Sogn zum Romdrup-Klarup Sogn vereinigt.

Soweit Sogne zusammengelegt wurden, bezieht sich das nur auf die kirchlichen Belange. In ihrer Eigenschaft als Matrikelsogne, also als Grundbuchbezirke der Katasterbehörde Geodatastyrelsen, wirken sich seit Abschaffung der Hardenstruktur 1970 solche Änderungen nicht mehr aus.

## Partnerstädte
Die Aalborg Kommune unterhält 33 Städtepartnerschaften:
- Niederlande: Almere
- Frankreich: Antibes
- Deutschland: Büdelsdorf
- Vereinigtes Königreich: Edinburgh
- Norwegen: Fredrikstad
- Färöer: Fuglafjørður
- Irland: Galway
- Polen: Gdynia
- Israel: Haifa
- Volksrepublik China: Hefei
- Österreich: Innsbruck
- Schweden: Karlskoga
- Vereinigtes Königreich: Lancaster
- Schweden: Lerum
- Finnland: Liperi
- Island: Norðurþing
- Grönland: Nuuk und Scoresbysund
- Schweden: Orsa
- Schweden: Orust
- Polen: Ośno Lubuskie
- Russland: Puschkin
- Vereinigte Staaten: Racine
- Schweiz: Rapperswil-Jona
- Norwegen: Rendalen
- Deutschland: Rendsburg
- Lettland: Riga
- Finnland: Riihimäki
- Vereinigte Staaten: Solvang
- Rumänien: Tulcea
- Indien: Tumakuru
- Bulgarien: Warna
- Litauen: Vilnius
- Deutschland: Wismar